# Renée Vivien
Renée Vivien (född Pauline Mary Tarn, 11 juni 1877 – 18 november 1909) var en brittisk poet som skrev på franska. Hon var en framträdande lesbisk författare i Paris under Belle époque och betraktas som en av de första betydande lesbiska poeterna under 1900-talet och har bland annat beskrivits som "1900-talets Sapfo". Under senare år har hennes verk fått ökad uppmärksamhet i samband med ett förnyat intresse för sapfisk poesi. Många av hennes dikter har en självbiografisk karaktär och präglas av en stark känslighet, symbolistiska influenser och en utforskning av kärlekens komplexitet och förgänglighet. Utöver poesi skrev hon även flera prosaverk, däribland ‘‘L’Être Double’’ (inspirerad av Samuel Taylor Coleridge ‘’Christabel’’) och en ofullbordad biografi om Anne Boleyn, som publicerades postumt. Hon har också varit föremål för flera biografier, bland annat av Jean-Paul Goujon, André Germain och Yves-Gerard Le Dantec.

## Verk
- Études et Préludes (Paris: Alphonse Lemerre, 1901); under namnet R. Vivien
- Cendres et Poussières (Paris: Lemerre, första upplagan, 1902; andra upplagan, 1903)
- Évocations (Paris: Lemerre, 1903)
- Sapho (Paris: Lemerre, 1903)
- Du Vert au Violet (Paris: Lemerre, 1903); första kollektion som visas under namnet Renée Vivien
- Une Femme m'apparut (Paris: Lemerre, första upplagan, 1904; andra upplagan, 1905)
- La Dame à la louve (Paris: Lemerre, 1904).
- Les Kitharèdes (Paris: Lemerre, 1904)
- La Vénus des Aveugles (Paris; Lemerre, 1904)
- À l'Heure des Mains jointes (första upplagan, 1906 ; andra upplagan, 1909)
- Flambeaux éteints (Edward Sansot & Cie, 1907)
- Le Christ, Aphrodite et M. Pépin (E. Sansot, 1907)
- Chansons pour mon Ombre (Paris: Lemerre, 1907)
- Plusieurs Proses ironiques et satiriques (1907)
- L'Album de Sylvestre (Sansot, 1908)
- Sillages (Sansot, 1908)
- Poèmes (Paris: Lemerre, 1909); publiceras postumt
- Anne Boleyn (1909)
- Poèmes en Prose (Sansot, 1909)
- Dans un Coin de Violettes (Sansot, 1910)
- Le Vent des vaisseaux (Sansot, 1910)
- Hallions (Sansot, 1910)